# Trichomya
Trichomya is een monotypisch geslacht van tweekleppigen uit de familie van de Mytilidae.

## Soorten
- Trichomya hirsuta (Lamarck, 1819)